# André Hallet
André Hallet, (Luik, 26 maart 1890 – Gisenyi, Rwanda, 18 april 1959) was een Belgisch kunstschilder. Hallet is vooral bekend voor het werk dat hij maakte in en over Belgisch-Congo. Hij is de vader van antropoloog en mensenrechtenactivist Jean-Pierre Hallet.

## Biografie
André Hallet, kind van Jean-Denis Hallet en Marie-Catherine-Josephus Lejeune, werd geboren op 26 maart 1890 te Luik. Hij werd geboren als broer van Anna, Mia en Jules. In 1893 werd zijn derde zus, Ketty, geboren. Hallet ging in 1896 naar de lagere school te Luik en in 1902 naar de technische school. Zijn vader maakt hem in 1909 verantwoordelijke van de steenbakkerijen in Retinne. Op zijn vierentwintigste besliste Hallet, door een tussenkomst van schilder Auguste Donnay, om kunsten te gaan studeren. Hij studeerde aan de Académie royale des beaux-arts de Liège onder Adrien de Witte. Op 9 april 1917 overleed zijn vader, op 10 april exposeerde hij met Adrien Dupagne en Richard Heintz in Luik. In 1918 verliet Hallet de academie als laureaat van de "prijs van kunstschilderen, tekenen, geschiedkunde en anatomische compositie". De stad Luik kocht het schilderij Kanaal te Luik voor het Museum van Schone Kunsten. Vastbesloten om het "licht" te grijpen ging hij na zijn studies aan de academie in de leer in het atelier van Heintz. In zijn vroege jaren, wonende te Brugge, schilderde hij voornamelijk landschappen, tuinen en maritieme taferelen. Tijdens zijn reizen naar de Provence en Sicilië focuste hij verder op de zon en het licht. Zo ontwikkelde hij een impressionistische stijl. Hij exposeerde in 1919 in Aix-en-Provence, Marseille en Toulon. Van 24 tot 30 september verbleef hij in Londen en verkocht er zes schilderijen van Brugge aan Goupil & Cie. Tijdens een tentoonstelling in Brugge kocht de Belgische staat het werk Tower Bridge te Londen. Op 11 juni 1921 trouwde hij met Berthe Rosseels. Enkele maanden later stelde Hallet tentoon bij Goupil & Cie in Londen naast onder andere Vincent van Gogh, Edgar Degas, Modigliani en Matisse. Vervolgens reisden en woonden Hallet en Rosseels in Londen, Brussel, Napels, Capri, Sicilië en Parijs. Op 11 juli 1922 werd hun zoon André geboren te Leuven, op 6 oktober 1923 hun dochter Christiane. In 1925 exposeerde André Hallet in de Parijse galerie Reitlinger, twee van zijn werken werden er verkocht aan het Musée du Luxembourg: Herfst in het een park en Bocht van de Dyle te Leuven. 29 september 1926 ontving Hallet van de Franse regering de onderscheiding "Officier d'Académie du Ministère de l'Instruction Publique de France". Op 4 augustus 1927 kregen Hallet en Rosseels een tweede zoon: Jean-Pierre Hallet. Op 25 november koopt de stad Marseille het doek Place de Lenche à Marseille voor het Gemeentelijk Museum. André Hallet ontving de onderscheiding "Ridder in de Kroonorde" op 13 april 1929. Tijdens een tentoonstelling in Luik verkocht hij op 14 november twee schilderijen voor het Museum van de stad Luik: Tegenlicht in de Provence en Sneeuweffect te Berthem. Het Leuvense Museum van Schone Kunsten kocht in mei 1932 het werk Marine, op 10 oktober 1933 Hoekje te Brugge en eind februari 1934 Vissers te Oostende. 7 april datzelfde jaar werd Hallet bij koninklijk besluit opgenomen als Ridder in de Leopoldsorde.

### Eerste periode in Congo
Na het overlijden van kunstschilder Fernand Allard l'Olivier in 1933 vroeg de Belgische regering aan André Hallet om hem op te volgen als schilder in de kolonie. Op 18 mei 1934 vertrok André Hallet met zijn gezin vanuit Antwerpen met het stoomschip Anversville naar Belgisch-Congo. Na een tussenstop op Tenerife en een kort verblijf in Lobito (Angola) kwam het schip op 8 juni 1934 aan in Matadi, Congo-Kinshasa. Hier schreef hij over: 
Mijn eerste indrukken zijn uitstekend en dank zij het zeer mooie licht zal ik interessant werk kunnen maken. Maar wat een hitte!!!
 Tijdens deze eerste periode bezocht Hallet de provincies Équateur, Orientale en Katanga, het Rwenzorigebergte en de rivier de Kongo. Hij maakte tijdens dit eerste verblijf zo'n 120 schilderijen. Hallet schilderde er de lokale bevolking, dorpsfeesten en landschappen. Zo plaatste hij zich tussen andere koloniale schilders als Floris Jespers en Arthur Dupagne. Aangekomen in Leopoldstad (Kinshasa) kreeg hij onderdak bij Jos De Meersman, directeur bij watermaatschappij Regideso (Régie de distribution d'eau). Op 18 juli 1934 organiseerde De Meersman een eerste tentoonstelling met werken gemaakt in Matadi en omgeving en in de hoofdstad. De expo werd bezocht door de gouverneur en Le Courrier d’Afrique wijdde er de volgende dag een artikel aan. Er werden een twintigtal doeken verkocht. Het succes van deze eerste tentoonstelling zette Hallet ertoe aan op 20 juli naar Coquilhatstad (Mbandaka) in de streek aan de evenaar te reizen, een gebied die nog maar weinig westerse kunstenaars bezocht hadden. Na een vlucht van 700 kilometer werd Hallet ontvangen door Louis Ahrens, directeur van de Société anonyme belge pour le commerce du Haut-Congo. Tijdens een verblijf van twee maanden schilderde hij er onder andere de botanische tuin van Eala en voorbijtrekkende vissers. De Staat stelde een kleine bestelwagen en een motorbootje ter beschikking voor zijn verplaatsingen. Zo bezocht hij het Tumbameer op 125 kilometer van Mbandaka waar hij de Ntombastam tegenkwam.
Op 31 augustus 1934 vloog Hallet 900 kilometer oostwaarts naar Stanleystad (Kisangani). In deze regio schilderde hij de rivier de Tshopo en de Wagenia vissers. Het portret dat hij er schilderde van hun chef is in het bezit van het Koninklijk Museum voor Midden-Afrika in Tervuren. Op vraag van de gouverneur vergezelde Hallet hem en zijn vrouw tijdens een inspectietocht in Ituri. Op 10 september vertrokken ze met een karavaan richting Bafwasende. In Wamba verliet Hallet de groep van de gouverneur en vertrok richting Isiro. Hij besteedde er veel tijd aan het bestuderen van de lokale bevolking en in het bijzonder de Mangbetuvrouwen. Vandaar reisde Hallet door naar Buta en vervolgens naar Aketi in Bas-Uele. Hier werd hij ontvangen door de heer Thèves, directeur van de Spoorwegen van de Uélé. Via Thèves kon Hallet in naam van de spoorwegmaatschappij vrij rondreizen naar de Kivu en Ruanda-Urundi. Terug aangekomen in Stanleystad werd er op 28 oktober een tentoonstelling van zijn werken georganiseerd door de gouverneur. 21 november arriveerde Hallet in Rutshuru in het westen. In deze omgeving schilderde hij het Nationaal Albert Park (Nationaal Park Virunga) en het Rwenzorigebergte. Het schilderij van de boomvarens die hij schilderde in Lubero werd later aangekocht door Leopold III van België. Op 27 december bereikte hij Usumbura (Bujumbura) in Burundi vanwaar hij verder trok naar Nyanza en er Mutara III van Rwanda ontmoette, koning van de Tutsi’s, en een reeks portretten van hem schilderde. Via Boma en Matadi keerde hij terug naar Leopoldstad. Op 18 februari werd een afscheidstentoonstelling georganiseerd in de woning van Jos De Meersman. Uit angst onvoldoende werk over te houden om in België te tonen, kwam hij met de kopers overeen de werken te bezorgen na ze in eigen land tentoon te stellen. Op 7 maart scheepte hij in voor zijn terugkeer naar zijn thuisland. Na veel onderhandelen mocht hij zijn schilderijen in speciaal gemaakte kasten vervoeren in een cabine in plaats van in het ruim van het schip.
26 maart 1935 meerde de Anversville aan in Antwerpen. Na een bezoek bij Hallet thuis en het zien van zijn koloniale werken schreef kunstcriticus Charles Bernard een stuk in La Nation Belge van 25 april met als titel Kan Kongo onze schilders inspireren? André Hallet levert hiervan een overtuigend bewijs!. In mei nam Hallet deel aan de Brusselse Wereldtentoonstelling. Hier toonde hij onder meer dans un but de propagande coloniale, (...) le Sultan Rudahigwa du Ruanda, een werk dat hij maakte in opdracht van gouverneur Eugène Jungers. Minister van Koloniën Edmond Rubbens bestelde naar aanleiding van de Wereldtentoonstelling een groot doek, een zonsondergang in de streek van Coquilhatstad. Het werk werd opgehangen in de hal van het Ministerie van Buitenlandse Zaken op het Koningsplein. Op 11 juli kreeg André Hallet de titel officier in de Koninklijke Orde van de Leeuw aangeboden, uitgereikt op 19 april 1936 tijdens een bijeenkomst van oud-kolonialen.
Hallet werd uitgenodigd door Galerie Georges Giroux in Brussel, een van de meest toonaangevende galeries tijdens de eerste helft van de 20ste eeuw, om deel te nemen aan een groots opgezette tentoonstelling die liep van 11 tot 21 januari 1936. De meeste werken werden tijdens deze expositie verkocht, onder andere aan koning Leopold III ("De Boomvarens" en "Dorp aan het Kivumeer") en het Museum van Luik ("Markt in Ruanda"). Na deze tentoonstelling sloot Hallet zich aan bij de "Commissie voor de bescherming van de inheemse kunsten en ambachten van Belgisch Kongo en Ruanda-Urundi" (COPAMI). In zijn atelier werkte hij verder met de vele documentatie die hij uit Afrika had meegenomen.

### Tweede periode in Congo
Op 11 september 1936 keerde André Hallet met zijn gezin terug naar Centraal-Afrika voor een periode van elf maanden, hij meerde aan in Matadi op 1 oktober. 20 oktober vertrok hij per boot op een expeditie van veertien dagen over de bevaarbare rivieren van Neder-Congo (Kongo Central). Op 16 april 1937 exposeerde Hallet zijn schilderijen in Watsa in de provincie Haut-Uele. Twee dagen later vertrok hij via Irumu, Beni en Lubero richting Mutwanga in de provincie Noord-Kivu. Hier beklom hij tot op 4300 meter het Rwenzorigebergte en schilderde er een panorama van de met sneeuw bedekte toppen. Op 11 mei 1937 stelde André Hallet enkele van zijn werken tentoon in Costermansstad (Bukavu) en na een tocht, langs onder andere Luluaburg (Kananga) en Port-Francqui (Ilebo) exposeerde hij in Leopoldstad (Kinshasa) op 10 juli 1937 voor de Regideso. Onder meer gouverneur Paul-Charles Ermens was aanwezig op de expo.

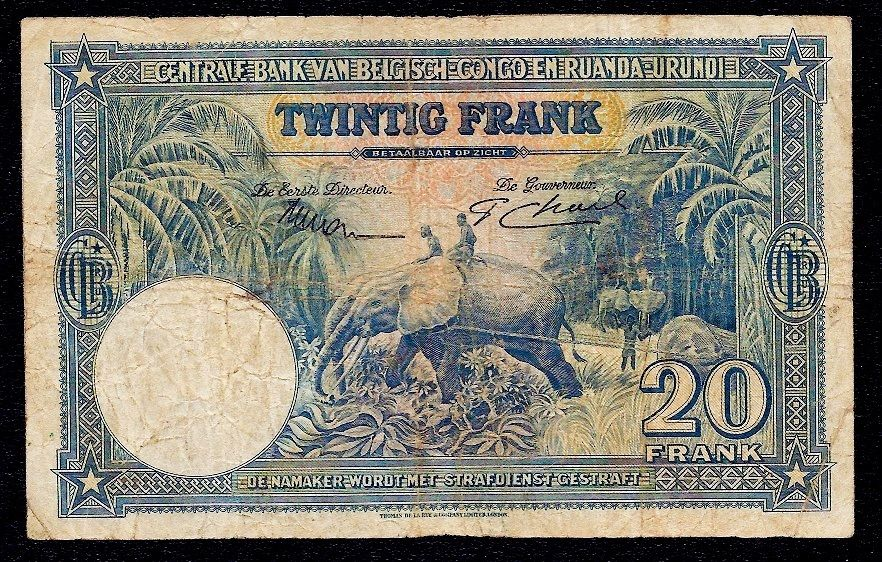
Bankbiljet van 20 Belgisch Congolese frank, ontworpen door André Hallet.

Op 14 juli 1937 verliet Hallet Leopoldstad om terug te keren naar België. Hier kwam hij op 3 augustus aan met zo'n 250 nieuwe schilderijen. In België waren de tentoonstellingen van André Hallet een groot succes. De Belgische bevolking kreeg via het werk van Hallet een beeld van de kolonie en het leven in Afrika. In de Antwerpse Stadsfeestzaal opende op 24 december de tentoonstelling "Kongo-kunst" met een grote bijdrage van André Hallet. In september 1938 verhuisden Hallet en zijn gezin van Leuven naar Sint-Lambrechts-Woluwe. De Compagnie Maritime Belge bestelde twee schilderijen voor het salon van hun schip Baudouinville. Door het Ministerie van Koloniën werd hij gevraagd de bankbiljetten van 10 en 20 Belgisch Congolese frank te ontwerpen en een schilderij van 12 meter bij 2,5 meter, waarop talrijke Congolese stammen te zien zijn, als eerbetoon aan koningin Astrid voor in de hal van het bacteriologisch instituut "Prinses Astrid Instituut voor Tropische Geneeskunde" (Hôpital Général de Kinshasa). Om dit grote werk te kunnen vervaardigen huurde hij het atelier van beeldhouwer Arsène Matton. In mei 1939 nam hij deel aan de "Exposition internationale de la technique de l'eau de 1939" in Luik. Hij toonde er twee doeken waarop Congolese rivierlandschappen zijn afgebeeld. Het Museum van de stad Doornik koopt op 22 februari het doek Ekwatoriaal Landschap. In april werkt hij het schilderij voor het bacteriologisch instituut af. Hallet bereidde een terugkeer naar Afrika voor om het zelf naar Leopoldstad te brengen en de inhuldiging van het bacteriologisch instituut bij te wonen. Echter was hij door de Tweede Wereldoorlog genoodzaakt om vijf jaar in België te blijven en te werken vanuit zijn atelier. In 1941 kocht de Belgische staat het doek Negerinnenkop voor het Museum van de Stad Brussel, ter gelegenheid van een tentoonstelling. In oktober 1946 kan het twaalf meter lange doek vertrekken naar Leopoldstad.

### Definitief naar Congo
Eind 1946 vertrok André Hallets dochter Christiane naar Congo aangezien haar echtgenoot René Devred was aangeworven als agronoom door het Nationaal Instituut voor Landbouwonderzoek van Congo. Dit sterkte het voornemen van André Hallet en zijn vrouw om definitief naar Afrika te migreren. Het koppel kocht een eigendom aan het Kivumeer in Gisenyi, Rwanda, en verkochten al hun bezittingen in België. Op 30 april 1947 scheepten ze in op de Mar del Plata van de Compagnie Maritime Belge. Na een verblijf van drie weken in Mayumbe reisde hij samen met zijn echtgenoot, dochter en schoonzoon door naar Boma. Daar werd op 23 juni 1947 zijn kleinzoon Jacques geboren. Drie dagen na de geboorte vertrokken André Hallet en zijn vrouw naar hun eigendom in Gisenyi. Door hartproblemen was Hallet beperkt in het reizen en werkte hij voornamelijk in de buurt van het Kivumeer. Hier schilderde hij onder meer alle fases van de dansen van de Tutsi. In deze periode verhuisde ook zijn zoon Jean-Pierre Hallet naar Congo. In 1955 verloor Jean-Pierre bij een arbeidsongeval zijn hand. Ondanks zijn zwakke hart vertrok Hallet naar het hospitaal, honderden kilometers verder. Terug in Gisenyi kreeg hij een eerste hartaanval. Het Museum of Modern Art New York kocht in mei 1958 twee doeken van Hallet: Watutsi Danseres en Kop van Rwandees. De National Gallery of Canada in Ottawa kocht het werk Stamhoofd van Uele. Op 24 januari 1959 bezocht koningin Elisabeth hem tijdens een doorreis in Goma. Ze verzekerde hem dat België hem niet vergeten was.
Na een tweede hartaanval op 16 april overleed André Hallet 18 april 1959 op 69-jarige leeftijd.

## Nalatenschap
Het oeuvre van Hallet wordt geschat op minstens 5000 werken. Ondanks het aanzien dat hij genoot tot eind jaren '30, geraakte André Hallet grotendeels in de vergetelheid ten gevolge van de Tweede Wereldoorlog, zijn twaalfjarig verblijf in Rwanda, de groeiende kritiek op de kolonies en uiteindelijk de dekolonisatie.
Op 5 januari 1988 werd de "Fondation André Hallet" opgericht te Schaarbeek.
Verschillende van zijn schilderijen werden via de Foundation aan liefdadigheidsorganisaties gedoneerd. Onder andere in 1992 aan Artsen zonder Grenzen om Cambodjaanse weeskinderen te helpen, aan Association des Anciens du Congo (A.F.A.C.) en aan Éditions Jacques Brel om onderzoek naar kanker te financieren.

## Titels
- Officier, Koninklijke Orde van de Leeuw
- ridder, Leopoldsorde
- Ridder, Kroonorde
- Ridder van de Orde van de groothertog van Litouwen
- Drager van de "Palmes de l'Instruction publique"

## Tentoonstellingen (selectie)
Het werk van André Hallet wordt regelmatig opgenomen in tentoonstellingen over Brugge, de Belgische kust en koloniale schilderkunst in binnen- en buitenland.
- met Richard Heintz en Adrien Dupagne, Luik, 10 april 1917
- Goupil & Cie, Londen, december 1921
- Wereldtentoonstelling van 1935, Brussel
- Galerie Georges Giroux, Brussel, 11 tot 21 januari 1936
- Exposition internationale de la technique de l'eau de 1939, Luik, 20 mei tot 2 september 1939
- Belgische Marineschilderkunst 1780–1914, Museum voor Schone Kunsten, Oostende, 11 maart tot 11 juni 1984[8]
- Retrospective 1916–1933, Rouge Cloître, Oudergem, 9 tot 24 juni 1990[9]
- Seeing Africa, Tate Modern, Londen, 22 juli tot 29 oktober 2006[10]
- De kunst van het spel. 75 jaar Nationale Loterij, Koninklijke Musea voor Schone Kunsten van België, Brussel, 2009–2010[11]

## Werk in openbare collecties
- Capri, 1923, Koninklijke Musea voor Schone Kunsten van België[12]
- Herfst in het een park, Bocht van de Dyle te Leuven, Musée du Luxembourg, Parijs
- Portret van een Wagenia-chef, 1934, Koninklijk Museum voor Midden-Afrika, Tervuren[1]
- Ekwatoriaal Landschap, Museum voor Schone Kunsten, Doornik
- Marine, M – Museum, Leuven
- Place de Lenche à Marseille, Musée des beaux-arts, Marseille
- Zicht van de Haven van Oostende, National Museum, Belgrado
- Museum Vytautas de Grote, Kaunas
- Negerinnenkop, Museum van de Stad Brussel, Brussel
- Watutsi Danseres, Kop van Rwandees, Museum of Modern Art, New York
- Stamhoofd van Uele, National Gallery of Canada, Ottawa